# Les Femmes sur le toit
Pour plus de détails, voir Fiche technique et Distribution.
Les Femmes sur le toit (Kvinnorna Pa Taket) est un film suédois réalisé par Carl-Gustav Nykvist, sorti en 1989.

## Fiche technique
- Titre original : Kvinnorna Pa Taket
- Titre français : Les Femmes sur le toit
- Réalisation et Scénario : Carl-Gustav Nykvist
- Costumes : Inger Pehrsson
- Photographie : Ulf Brantås et Jörgen Persson
- Montage : Lasse Summanen
- Musique : Håkan Möller
- Pays d'origine : Suède
- Format : Couleurs - 35 mm - 1,66:1 - Mono
- Genre : drame
- Durée : 89 minutes
- Dates de sortie :
  - France : mai 1989 (Festival de Cannes 1989)
  - Suède : 15 septembre 1989

## Distribution
- Amanda Ooms : Linnea
- Helena Bergström : Anna
- Stellan Skarsgård : Willy
- Percy Brandt : Fischer
- Lars Ori Bäckström : Holger
- Katarina Olsson : Gerda
- Leif Andrée : Oskar

## Distinctions

### Récompenses
- Cérémonie des prix du cinéma européen 1989 : Prix du cinéma européen du meilleur directeur de la photographie
- Guldbagge Awards 1990 : Guldbagge Award du meilleur acteur pour Stellan Skarsgård

### Sélection
- Festival de Cannes 1989 : sélection en compétition officielle